# Psylliodes parodii
Psylliodes parodii là một loài bọ cánh cứng trong họ Chrysomelidae. Loài này được Leonardi miêu tả khoa học năm 2007.